# Quintus Silius
Quintus Silius was een van de quaestors die voor het eerst uit het plebs verkozen is in 409 v.Chr. (Liv., IV 54.).

## Antieke bron
- Liv., IV 54.

## Referentie
- W. Smith, art. Silius (1), in W. Smith (ed.), A Dictionary of Greek and Roman Antiquities, III, Londen, 1870, p. 822.